# LG PW600G Minibeam tévéprojektor
Az LG PW600G Minibeam tévéprojektor az LG hordozható, WXGA felbontású LED projektora. A PW800 és PW800G modellekkel az LG Minibeam tévéprojektor-család tagja.

### Főbb paraméterek
- Felbontás: WXGA (1280 x 800)
- Fényerő: 600
- Kontrasztarány (FOFO): 100.000 : 1
- Zaj - Magas fényerő: 34 dB
- Zaj – takarékos: 26 dB
- Kivetítő lencse – fókusz: manuális
- Kivetítő lencse – képernyőméret: 25" ~ 100"
- Kivetített kép - vetítési arány (széles / televízió): 1,5
- Fény – típus: LED RGB
- Fény - Life High fényerő: 30.000 óra
- Méret (sz x mé x ma): 140x140x50 mm
- Tömeg : 0,58 kg
- Külső szín: fehér